# وسام أ ب وود
وسام أ ب وود (بالإنجليزية : A B Wood Medal) هي جائزة تمنح سنويا من قبل معهد الصوتيات «للمساهمات المتميزة في تطبيق الصوتيات تحت الماء». سميت الجائزة على اسم ألبرت بومونت وود ، وتقدم في سنوات متناوبة لعلماء أوروبا وأمريكا الشمالية.

## المتلقين
مصدر :Institute of Acoustics
- بي إس مكارتني (1970)
- روبرت إي أبفيل (1971)
- بي راي (1972)
- إم سي هيندرشوت (1973)
- بول أ.كروثر (1976)
- بيتر ر. ستيفانيشين (1977)
- أنتوني دي هوكينز (1978)
- بيتر إتش روجرز (1979)
- إيان روبوك (1980)
- روبرت سي سبيندل (1981)
- مايكل جيه باكنغهام (1982)
- بيتر ن. ميخالفسكي (1983)
- مارتن جيه إيرويكر (1984)
- تيموثي ك.ستانتون (1985)
- بيتر دي ثورن (1986)
- ديفيد إم إف تشابمان (1987)
- فيكتور ف. همفري (1988)
- إم جي براون (1989)
- آن ب.داولينج (1990)

- مايكل ب. بورتر (1991)
- كريستوفر هاريسون (1992)
- مايكل د.كولينز (1993)
- تيموثي ج.لايتون (1994)
- نيكولاس سي ماكريس (1995)
- جرانت ب. دين (1997)
- مايكل أ. أينسلي (1998)

- مارك في تريفورو (1999)
- جاري جيه هيلد (2000)
- جون إيه كولوسي (2001)
- سيمون ريتشاردز (2002)
- أنتوني ليونز (2003)
- إريك بوليكين (2004)
- آرون ب.ثود (2005)
- بريستون س.ويلسون (2007)
- جوديث بيل (2008)
- كريم صبرا (2009)
- ماريو زامبولي (2010)
- كايل بيكر (2011)
- جون سميث (2012)
- بريان تود هيفنر (2013)
- الكسندر فون بيندا بيكمان (2014)
- ينج تسونج لين (2015)
- يان بيلهاس (2016)
- جان ديتمير (2017)
- ناثان ميرشانت (2018)
- جوليان بونيل (2019)
- لويز روبرتس (2020)
- ميغان بالارد (2021)
- صوفي نديليك (2022)